# Convento do Colégio da Companhia de Maria
O Convento do Colégio da Companhia de Maria (em galego: Convento do Colexio da Compañía de María ou Convento da Ensinanza; em castelhano: Convento del Colegio de la Compañía de María ou Colegio La Enseñanza) é um colégio fundado no século XVIII para filhas de famílias nobres situado em Santiago de Compostela, Galiza, Espanha. Embora esteja extramuros, fica junto à Porta e Praças de Mazarelos, portanto praticamente ainda está no centro histórico. Atualmente é uma residência da Companhia de Maria.

## Descrição
Foi fundado em 1759 ou 1765 pelo arcebispo Bartolomeu de Raxoi, que encomendou o projeto a Clemente Fernández Sarela (1716–1765). As obras foram concluídas em 1821, durante o episcopado de Rafael Múzquiz Aldunate. De planta retangular e paredes em silhar de granito, a sua fachada neoclássica, virada para a Rúa da Enseñanza, que circunda o lado oriental do casco antigo, tem um ar pesado, sóbrio e marcadamente horizontal. Os únicos elementos que contrariam essa horizontalidade são as duas torres laterais, com janelas gradeadas, e o portal principal, encimado por um frontão triangular que contém as armas do arcebispo Múzquiz, e tem as imagens de São Gabriel, da Assunção e de São Rafael por cima. Na esquina do lado direito do edifício conserva-se um tímpano gótico do século XIV que provavelmente é do antigo convento de clarissas que se erguia no mesmo local.
A igreja carateriza-se pela ausência de decoração. Tem planta em cruz grega, com uma capela-mor, uma nave com dois tramos e um coro superior sobre o vestíbulo.